# Gøtu Ítróttarfelag
Il Gøtu Ítróttarfelag, noto anche come GÍ, era una società calcistica faroese con sede nella città di Gøta. Fu fondata nel 1926. Nel 2008 su unì al Leirvík ÍF e nacque il Víkingur Gøta.

## Palmarès

### Competizioni nazionali
- Campionati faroesi: 6

1983, 1986, 1993, 1994, 1995, 1996
- Coppe delle Isole Fær Øer: 6

1983, 1985, 1996, 1997, 2000, 2005
- 1. deild: 1

1979